# Агомелатин
Агомелатин (англ. Agomelatine, лат. Agomelatinum) — атиповий антидепресант, що найчастіше використовують для лікування великого депресивного розладу та генералізованого тривожного розладу. Належить до агоністів мелатонінових рецепторів та антагоністів серотонінових 5-НТ2-рецепторів. Є похідним нафталіну. Агомелатин застосовується перорально.

## Історія
Історія вивчення і синтезу агомелатину розпочалась у 1988 році, після того як у дослідницькому центрі компанії «Servier» розпочав роботу один із дослідників ролі мелатоніну у регуляції діяльності центральної нервової системи. за кілька років досліджень розроблено кілька похідних нафталіну, які мали подібний до мелатоніну вплив на нервову систему у зв'язку із тим, що вони мали властивості агоністів мелатонінових рецепторів. Найбільш виражену біологічну активність мала сполука із початковою умовною назвою «S20098», пізніше замінену на агомелатин. Саме цю сполуку спочатку допустили для проведення клінічних досліджень щодо можливої ефективності як антидепресанта. Після проведених клінічних досліджень агомелатин схвалений для клінічного застосування в Європейському Союзі з 2009 року, а в Австралії з 2010 року. У США маркетингом препарату займалась компанія «Novartis», і початково препарат отримав дозвіл FDA у жовтні 2011 року для проведення заключної ІІІ фази клінічних досліджень у США, проте після публікації останніх результатів клінічних досліджень компанія зупинила маркетинг препарату в США. На початку 10-х років ХХІ століття агомелатин введений у клінічну практику в Україні, причому на початку введення його в клінічну практику проводилась агресивна рекламна кампанія препарату, та навіть спроби обмеження обігу дешевших антидепресантів, зокрема амітриптиліну. Проте пізніше ці обмеження були зняті й амітриптилін залишився найрозповсюдженішим антидепресантом на фармацевтичному ринку України[джерело?], тоді як агомелатин застосовується відносно нечасто.

## Фармакологічні властивості
Агомелатин — лікарський засіб, який належить до групи антидепресантів. Механізм дії препарату відрізняється від механізму дії інших антидепресантів, та полягає в стимуляції мелатонінових рецепторів MT1 і MT2, наслідком чого є синхронізація порушених циркадних ритмів, покращення сну, заспокійлива дія на організм, що призводить до купування депресивних станів. Агомелатин також інгібує 5-НТ2-гістамінові рецептори, збільшує вивільнення норадреналіну і дофаміну, переважно в області префронтальної кори головного мозку, що також сприяє антидепресивному ефекту препарату. Агомелатин не впливає на зворотнє захоплення моноамінових нейромедіаторів, та не впливає на альфа-1- та альфа-2-, а також бета-адренорецептори, серотонінові 5-НТ-1 і 5-НТ3 рецептори, D2 та D1 дофамінові рецептори, гістамінові H1-рецептори, м-холірецептори, бензодіазепінові рецептори, опіатні та ГАМК-рецептори. Агомелатин застосовується для лікування великих депресивних розладів, причому при його застосуванні не спостерігається синдрому відміни, не спостерігається збільшення або зменшення маси тіла, а також порушень статевої функції. Препарат може також застосовуватися при генералізованому тривожному розладі, панічних атаках, посттравматичному стресовому розладі. Хоча й при застосуванні агомелатину спостерігається невелика кількість побічних ефектів, проте його застосування не є ефективнішим від застосування інших анидепресантів, і лише незначно ефективніше від застосування плацебо.

### Фармакокінетика
Агомелатин швидко й добре всмоктується після перорального застосування, проте його біодоступність становить лише 5 % у зв'язку із ефектом першого проходження через печінку. Максимальна концентація препарату в крові досягається протягом 1—2 годин після прийому агомелатину. Препарат добре (на 95 %) зв'язується з білками плазми крові. Агомелатин добре проникає через гематоенцефалічний бар'єр, через плацентарний бар'єр, та виділяється в грудне молоко. Метаболізується препарат у печінці з утворенням неактивних метаболітів. Виводиться препарат із організму у вигляді метаболітів переважно із сечею. Період напіввиведення агомелатину становить 1—2 години, при порушенні функції печінки цей час може збільшуватися.

## Покази до застосування
Агомелатин застосовують при великих депресивних розладах у дорослих.

## Побічна дія
У більшості випадків хворі добре переносять прийом агомелатину, і при його застосуванні побічні ефекти спостерігаються рідко, найчастішими з яких є головний біль, запаморочення і сонливість. Іншими побічними ефектами препарату є:
- Алергічні реакції — шкірний висип, свербіж шкіри, кропив'янка, набряк Квінке, набряк обличчя, гіпергідроз, екзема.
- З боку травної системи — нудота, блювання, діарея або запор, біль у животі, жовтяниця, гепатит, печінкова недостатність.
- З боку нервової системи — підвищена стомлюваність, загальна слабкість, неспокій, тривога, збудження, сплутаність свідомості, маніакальні та гіпоманіакальні стани, агресивність, посилення депресії, галюцинації, безсоння, мігрень, парестезії, синдром неспокійних ніг, порушення зору, дзвін у вухах, суїцидальні думки.
- Інші побічні ефекти — біль у спині, збільшення або зменшення маси тіла.

## Протипокази
Агомелатин протипоказаний при підвищеній чутливості до препарату, важких порушеннях функції печінки (зокрема цирозі, активних запальних захворюваннях печінки, збільшенням рівня амінотрансфераз більш ніж у 3 рази від норми), одночасному застосуванні інгібіторів цитохрому CYP1A2 (зокрема флувоксаміну або ципрофлоксацину), при вагітності та годуванні грудьми, особам у віці менш ніж 18 років.

## Форми випуску
Агомелатин випускається у вигляді таблеток по 0,025 г.